# NGC 3701
NGC 3701 is een spiraalvormig sterrenstelsel in het sterrenbeeld Leeuw. Het hemelobject werd op 10 april 1785 ontdekt door de Duits-Britse astronoom William Herschel.

## Synoniemen
- UGC 6493
- MCG 4-27-48
- ZWG 126.68
- PGC 35405